# 1. československá fotbalová liga 1960/1961
1. československá fotbalová liga 1960/1961 byl 35. ročník československé fotbalové ligy. Soutěže se účastnilo celkem 14 týmů (stejně jako v sezoně předcházející) včetně dvou nováčků. Těmi byli TJ Baník Kladno a Jednota Trenčín.
Tento ročník začal v sobotu 13. srpna 1960 v Trnavě úvodním zápasem 1. kola mezi domácím Spartakem a Tatranem Prešov (1:0) a skončil v neděli 11. června 1961 zbývajícími čtyřmi zápasy 26. kola.
Po dvou letech, kdy vítěz získal premiérový titul, se k poháru za vítězství opět dostala Dukla Praha, která s pohodlným náskokem 7 bodů získal již svůj 4. mistrovský titul. Tím vyrovnala na třetím místě historické tabulky ŠK Slovan Bratislava a zařadila se za Spartu a Slavii (shodně 14 titulů). Díky vítězství v 1. československé lize si Dukla vybojovala účast v předkole Poháru mistrů evropských zemí. Později došla Dukla až do čtvrtfinále slavné soutěže, kde již nestačila na Tottenham Hotspur FC, přestože v 1. zápase zvítězila 1:0. Odveta totiž skončila 1:4.
Po skončení této sezony sestoupily do druhé ligy tři kluby s nejnižším počtem bodů — Jednota Trenčín, Dynamo Praha a TJ Rudá hvězda Brno. Dynamo Praha (dnešní SK Slavia Praha) sestoupilo poprvé za 68 let své historie do II. ligy.
V roce 1961 se konal 1. ročník Československého poháru, čili československá pohárová soutěž. Její vítěz měl pravidelně nastupovat v Poháru vítězů pohárů. To platilo i pro vítěze „nultého“ ročníku (Spartakiádní pohár 1960) a prvního reprezentanta Československa v tomto evropském poháru, armádní klub TJ Rudá hvězda Brno. Prvním vítězem československého poháru se stala Dukla Praha, která zvítězila ve finále nad Dynamo Žilina 3:0. Tím získala svůj první mistrovský double, čili vítězství v lize i poháru. Právě kvůli vítězství v ligové soutěži a postupu do Poháru mistrů evropských zemí nemohla Dukla nastoupit do Poháru vítězů pohárů, kde ho nahradila poražené, tehdy druholigové, Dynamo Žilina. Poprvé v historii se československý klub účastnil Poháru veletržních měst (dřívější Evropská liga UEFA). Byla jím Rudá Hvězda Brno. Tento klub sestoupil z 1. ligy v ročníku 1960/1961. Vítězem jedné ze skupin 2. ligy v ročníku 1960/1961 se stal jiný brněnský klub – Spartak KPS Brno, který byl dokonce nováčkem tohoto ročníku. První ligy si však v brněnském Králově Poli užili jen jednu sezonu. Rudá Hvězda ihned po sestupu svou skupinu 2. ligy v ročníku 1961/1962 vyhrála a za normálních okolností by postupovala zpět do ligy. Vzhledem k reorganizaci armádní tělovýchovy bylo po sezoně rozhodnuto, že TJ Rudá Hvězda Brno bude rozpuštěna a její hráči přejdou do jiných brněnských oddílů. V rámci oddílů kopané tak došlo v roce 1962 k fúzi TJ Spartak Brno ZJŠ a již zmiňovanou TJ RH Brno, která si vybojovala účast v nejvyšší soutěži pro ročník 1962/1963. Tam vystupovala pod názvem TJ Spartak Brno ZJŠ. Poháru veletržních měst se v prvních 6 ročnících mohlo účastnit výhradně kluby z veletržních měst, z Československa tedy brněnské kluby. Prvním československým účastníkem tohoto evropského poháru a přímého předchůdce Poháru UEFA byl v sezoně 1961/1962 TJ Spartak Brno KPS (Královopolské strojírny), dalších 5 účastí obstarala Zbrojovka, tehdy pod názvem TJ Spartak Brno ZJŠ (1962/1963 – 1966/1967). Od sezony 1967/1968 se účastnily i jiné československé celky.

## Konečná tabulka soutěže
| Poř.          | Tým                        | Z  | V  | R | P  | VG | OG | TP  | B  |
| ------------- | -------------------------- | -- | -- | - | -- | -- | -- | --- | -- |
| Zlatá medaile | Dukla Praha                | 26 | 17 | 5 | 4  | 66 | 23 | +43 | 39 |
| 2.            | Červená Hviezda Bratislava | 26 | 13 | 6 | 7  | 43 | 29 | +14 | 32 |
| 3.            | Slovan Bratislava          | 26 | 12 | 5 | 9  | 45 | 29 | +16 | 29 |
| 4.            | Baník Ostrava              | 26 | 12 | 5 | 9  | 50 | 46 | +4  | 29 |
| 5.            | Spartak Praha Sokolovo     | 26 | 13 | 3 | 10 | 44 | 43 | +1  | 29 |
| 6.            | Tatran Prešov              | 26 | 11 | 6 | 9  | 40 | 37 | +3  | 28 |
| 7.            | Spartak Praha Stalingrad   | 26 | 11 | 5 | 10 | 38 | 38 | 0   | 27 |
| 8.            | Spartak Hradec Králové     | 26 | 9  | 7 | 10 | 32 | 35 | -3  | 25 |
| 9.            | Baník Kladno               | 26 | 10 | 5 | 11 | 42 | 47 | -5  | 25 |
| 10.           | Spartak Trnava             | 26 | 9  | 7 | 10 | 44 | 50 | -6  | 25 |
| 11.           | Slovan Nitra               | 26 | 8  | 8 | 10 | 37 | 57 | -20 | 24 |
| 12.           | TJ Rudá hvězda Brno        | 26 | 7  | 6 | 13 | 37 | 45 | -8  | 20 |
| 13.           | Jednota Trenčín            | 26 | 7  | 4 | 15 | 36 | 56 | -20 | 18 |
| 14.           | Dynamo Praha               | 26 | 5  | 4 | 17 | 30 | 49 | -19 | 14 |

## Rekapitulace soutěže
| Československá Fotbalová liga 1960/1961                                                 |                                                     |
|                                                                                         |                                                     |
| Ocenění                                                                                 |                                                     |
| Vítěz                                                                                   | Dukla Praha (4. titul)                              |
| Kvalifikace do Evropských pohárů                                                        |                                                     |
| Pohár mistrů evropských zemí                                                            | Dukla Praha                                         |
| Pohár vítězů pohárů                                                                     | Dynamo Žilina (II. liga)                            |
| Pohár veletržních měst                                                                  | TJ Rudá hvězda Brno                                 |
| Vítěz domácího poháru                                                                   |                                                     |
| Československý pohár                                                                    | Dukla Praha                                         |
| Pohyb v soutěži                                                                         |                                                     |
| Sestupující do II. ligy                                                                 | Jednota Trenčín Dynamo Praha TJ Rudá hvězda Brno    |
| Postupující z II. ligy                                                                  | DSO Spartak LZ Plzeň Dynamo Žilina Spartak KPS Brno |
| Nejlepší střelec                                                                        |                                                     |
| Rudolf Kučera – ( Dukla Praha) – 17 gólů Ladislav Pavlovič – ( Tatran Prešov) – 17 gólů |                                                     |

## Soupisky mužstev

### Dukla Praha
Pavel Kouba (21/0/6),
Václav Pavlis (12/0/1),
Miloš Výborný (1/0/0) –
Jaroslav Borovička (24/8),
Jan Brumovský (21/6),
Jiří Čadek (23/0),
Milan Dvořák (19/4),
Josef Jelínek (25/7),
Rudolf Kučera (20/17),
Josef Masopust (26/3),
Ladislav Novák (22/0),
Svatopluk Pluskal (26/1),
Jiří Sůra (5/2),
František Šafránek (26/3),
Rudolf Tauchen (9/4),
Ivo Urban (11/0),
Josef Vacenovský (22/9) –
trenér Jaroslav Vejvoda

### ČH Bratislava
František Hlavatý (10/0/4),
Justín Javorek (19/0/5) –
Valerián Bartalský (10/0),
Titus Buberník (21/3),
Dezider Cimra (13/1),
Milan Dolinský (20/5),
Karol Ďurkovič (1/0),
Ján Feriančík (25/0),
Eduard Gáborík (22/4),
Kazimír Gajdoš (26/3),
Arnošt Hložek (2/0),
Ladislav Kačáni (24/8),
Štefan Kopčo (1/0),
Ferdinand Magdolen (3/0),
Štefan Matlák (24/0),
Jozef Obert (1/0),
Adolf Scherer (25/15),
Jiří Tichý (25/2),
Bohdan Ujváry (12/2),
Vladimír Weiss (24/0),
Titus Zuzák (1/0) –
trenér Karol Borhy

### Slovan Bratislava
Ferdinand Hasoň (2/0/0),
Viliam Schrojf (26/0/10) –
Milan Balážik (14/2),
Anton Bíly (13/0),
Ľudovít Cvetler (25/3),
Mikuláš Čirka (5/0),
Štefan Demovič (2/0),
Vojtech Jankovič (19/0),
František Kišš (13/0),
Pavol Molnár (23/7),
Anton Moravčík (24/10),
Ivan Mráz (23/3),
Jozef Obert (11/5),
Ondrej Pončák (1/0),
Ján Popluhár (22/10),
Ján Sudora (2/0),
Anton Trochta (20/1),
Anton Urban (25/0),
Zdenko Velecký (12/3),
Jozef Vengloš (26/1) –
trenéři Ján Greššo (1.–16. kolo) a Anton Bulla (17.–26. kolo)

### Baník Ostrava
František Dvořák (13/0/1),
Vladimír Mokrohajský (17/0/1) –
Vladimír Bajger (1/0),
Prokop Daněk (22/0),
Karel Dvořák (19/0),
Jan Chlopek (1/0),
Jan Kniezek (24/0),
Bedřich Köhler (23/0),
Zdeněk Kosňovský (1/0),
Jiří Křižák (12/6),
Slavomír Kudrnoha (2/0),
Stanislav Kurovský (3/0),
Ladislav Michalík (2/0),
Miroslav Mikeska (19/9),
Josef Ondračka (20/0),
Tomáš Pospíchal (26/9),
Milan Sirý (16/9),
Zdeněk Stanczo (24/0),
Milan Šebesta (4/0),
František Šindelář (10/0),
František Valošek (21/6),
Josef Vludyka (3/0)
Miroslav Wiecek (26/11),
Vilém Závalský (1/0) –
trenéři František Bufka

### Spartak Praha Sokolovo
Miroslav Čtvrtníček (10/0/3),
Pavel Pakosta (10/0/1),
Jozef Rúfus (8/0/3) –
Jaroslav Dočkal (16/9),
Jiří Gůra (10/0),
Jiří Hejský (19/2),
Jan Hertl (24/0),
Tadeáš Kraus (24/4),
Andrej Kvašňák (20/7),
Václav Mašek (25/9),
Květoslav Novák (9/0),
Arnošt Pazdera (25/1),
Václav Potměšil (24/0),
Zdeněk Procházka (15/0),
Václav Starý (25/1),
Emil Svoboda (9/4),
Ladislav Svoboda (13/5),
Josef Sykyta (1/0),
Josef Vojta (15/2) –
trenér Karel Kolský

### Tatran Prešov
Jozef Bobok (4/0/0),
Alois Večerka (24/0/7) –
Jozef Bičkoš (2/0),
Jozef Bomba (11/1),
Andrej Čepček (24/1),
Jozef Ferenc (19/0),
Jozef Gavroň (13/0),
Juraj Janoščin (24/1),
Anton Kozman (13/2),
Štefan Kulan (25/3),
Alojz Martinček (20/10),
Michal Medviď (16/0),
Ladislav Pavlovič (26/17),
Rudolf Pavlovič (22/1),
Karol Petroš (23/3),
Alexander Rias (19/0),
Anton Varga (24/0) –
trenér Štefan Jačiansky

### Spartak Praha Stalingrad
André Houška (26/0/8),
František Kraclík (1/0/0),
Karel Mizera (2/0/0) –
František Fiktus (19/1),
Ladislav Hubálek (9/2),
Josef Jahoda (1/0),
Václav Janovský (16/0),
Karel Kaura (25/5),
František Kokta (12/1),
Zdeněk Kopsa (23/5),
Vladimír Kos (20/5),
Josef Král (6/0),
Milan Kratochvíl (16/1),
František Mareš (1/0),
Ladislav Melichar (1/0),
Ladislav Miškovič (16/0),
František Mottl (26/4),
Josef Píša (23/10),
Miroslav Pohuněk (26/1),
Josef Sedláček (5/0),
Milan Skoupý (1/0),
Josef Summerauer (8/2),
Petr Šulista (1/0),
Pavel Trčka (26/1) –
trenér Jiří Rubáš

### TJ Spartak Hradec Králové
Jindřich Jindra (25/0/8),
Milan Paulus (2/0/0) –
Jozef Buránsky (16/2),
Jiří Černý (26/2),
Jiří Hledík (26/4),
Jiří Kománek (12/0),
Milan Konvalina (1/0),
Zdeněk Krejčí (17/1),
Milouš Kvaček (21/6),
Václav Kynos (5/1),
František Malík (17/1),
Miroslav Michálek (15/0),
Zdeněk Pičman (26/0),
Ladislav Pokorný (21/4),
Rudolf Runštuk (11/0),
Bedřich Šonka (14/3),
Luboš Štěrba (23/3),
Bohuslav Tomášek (3/0),
Zdeněk Zikán (25/7) –
trenér Jiří Zástěra

### Baník Kladno
Zdeněk Dlouhý (15/0/1),
Jaroslav Matucha (17/0/3) –
Zdeněk Böhm (13/2),
Jan Fábera (23/0),
Josef Hájek (22/7),
Zdeněk Holoubek (15/0),
Jaroslav Chlumecký (14/2),
Jan Chvojka (6/0),
Jiří Ječný (5/0),
Josef Kadraba (26/16),
Petr Kalina (11/0),
Zdeněk Kofent (24/0),
Bohumil Košař (20/0),
Josef Kozlík (1/0),
Josef Linhart (19/0),
Josef Majer (24/4),
Karel Němeček (8/2),
Bohumil Richtrmoc (1/0),
Miroslav Rys (25/4),
Antonín Šolc (24/5) –
trenér Karel Sklenička

### Spartak Trnava
Stanislav Jánoš (1/0/0),
Jozef Ondruška (18/0/2),
Imrich Stacho (8/0/3) –
Jozef Adamec (24/13),
Milan Barták (10/2),
Vojtech Bednárik (2/0),
Jaroslav Benedik (16/5),
Milan Galbička (21/1),
Ján Horváth (26/7),
Stanislav Jarábek (13/0),
Vojtech Koiš (1/0),
Marián Kozinka (11/1),
Stanislav Kršák (2/0),
Štefan Pšenko (12/0),
Emil Púchly (12/1),
Štefan Slanina (24/0),
Štefan Slezák (15/0),
Jozef Štibrányi (26/2),
Ján Šturdík (24/5),
Valerián Švec (16/4),
Karol Tibenský (23/3) –
trenéři Jozef Hagara (1.–13. kolo) a Božin Laskov (14.–26. kolo)

### Slovan Nitra
Michal Kubačka (1/0/0),
Viliam Padúch (26/0/4) –
Vladimír Bachratý (12/3),
Peter Barát (22/1),
Jaroslav Buranský (14/0),
Ján Cintula (7/0),
Eduard Dobai (3/0),
Štefan Gyurek (13/4),
Milan Halás (18/1),
Viliam Hrnčár (25/9),
Ondrej Ištók (25/0),
Oto Kanás (6/0),
Emil Kisý (20/0),
Dušan Koník (12/3),
Milan Navrátil (25/5),
Ladislav Putyera (26/1),
Michal Pucher (26/10),
Marián Staník (26/0) –
trenéři Anton Krásnohorský (1.–13. kolo) a Ladislav Baláž (14.–26. kolo)

### RH Brno
František Schmucker (26/0/3),
Pavel Spišák (2/0/0) –
Jozef Bomba (13/0),
Vlastimil Bubník (19/5),
František Buráň (1/0),
Bronislav Danda (3/0),
Jozef Haspra (11/1),
Tomáš Hradský (16/5),
Karel Kohlík (16/1),
Zdeněk Koláček (13/2),
Karel Komárek (26/1),
Štefan Král (24/1),
Karel Lichtnégl (25/15),
Arnošt Machovský (8/0),
František Majer (21/3),
Jiří Mika (6/0),
Stanislav Navrátil (24/1),
Jiří Nenal (1/0),
Bohumil Píšek (1/0),
Zdeněk Přibyl (5/0),
Pavol Salva (4/0),
Bohuslav Sláma (24/0),
Josef Sýkora (1/0),
Jiří Šón (20/2) –
trenéři Josef Eremiáš (1.–7. kolo) a Rudolf Krčil (8.–26. kolo)

### Jednota Trenčín
Jaroslav Chromčák (1/0/0),
Tibor Rihošek (16/0/3),
Štefan Šimončič (11/0/1) –
Jozef Bajerovský (3/0),
Pavol Bencz (23/12),
Emil Bezdeda (22/0),
Miroslav Čemez (21/0),
Štefan Deglovič (17/1),
Pavol Fako (6/0),
Jozef Golha (1/0),
Ľudovít Hojný (5/1),
Štefan Hojsík (25/0),
Jozef Jajcaj (1/0),
Jozef Jankech (18/0),
Ľudovít Koiš (26/5),
Vladimír Kopanický (26/9),
Miroslav Kresta (6/2),
Miroslav Kľuka (26/2),
Ľudovít Kubáň (2/0),
Jozef Marenčík (2/0),
Vojtech Masný (16/3),
Tibor Michalík (21/0),
Emil Pažický (8/1),
Milan Rovňan (1/0) –
trenéři Anton Bulla (1.–6. kolo), Josef Ludl (7.–13. kolo) a Karol Bučko (14.–26. kolo)

### Dynamo Praha
Alois Jonák (16/0/2),
Josef Kopečný (6/0/0),
Miroslav Mařenec (4/0/0),
Vojtěch Uharček (1/0/0) –
Ján Andrejkovič (21/2),
Alois Hercík (22/6),
Jiří Hildebrandt (22/0),
Robert Hochman (21/5),
Ladislav Hovorka (11/1),
František Ipser (5/0),
Andrej Kondač (1/0),
Jan Lála (22/0),
František Morávek (26/4),
Jiří Nedvídek (17/1),
Karel Nepomucký (22/3),
František Růžička (24/0),
Bronislav Samsonek (7/0),
Miroslav Schleichert (5/0),
Miloš Štádler (18/5),
Jiří Troníček (2/1),
Antonín Vaňha (1/0),
Jiří Vlasák (25/0) –
trenér Antonín Rýgr